# Habitatge al carrer Murada de Baix, 73 (Ulldecona)
Habitatge al carrer Murada de Baix, 73 és un habitatge d'Ulldecona (Montsià) inclòs a l'Inventari del Patrimoni Arquitectònic de Catalunya.

## Descripció
Habitatge entre mitgeres que conserva l'estructura interior pròpia del primer terç de segle xx (a excepció d'una sala de bany feta amb posterioritat). A la façana destaca el treball decoratiu de l'arrebossat. Es distribueix en planta, dos pisos i terrat. A la planta baixa s'inscriu una porta d'arc escarser i dues finestres laterals. En el primer pis es disposa una balconada a la que s'obren tres finestres, mentre que al segon pis, les golfes, hi ha obertures rectangulars només tancades amb una tela d'aram. Pel que fa al nivell superior, hi ha un plafó central de perfil mixtilini decorat amb motius vegetals que emmarquen les inicials A.C. L'arrebossat simula carreus de pedra decoratius en els emmarcaments d'obertures i forjats del mur; entre els diferents nivells hi ha esgrafiats amb motius vegetals.

## Història
L'edifici data de l'any 1933. La data apareixia gravada a la dovella fins que amb motiu d'una neteja de la façana es va esborrar accidentalment.